# Erik-Jan Rosendahl
Erik-Jan Rosendahl (Nieuwegein, 17 mei 1972) is een Nederlandse sidekick. Hij is te horen in Het Middagcircus op SLAM!.

## Loopbaan
In het verleden verscheen Rosendahl regelmatig in de radioprogramma's van Rick van Velthuysen, zoals MiddagRick. Onder verschillende pseudoniemen, zoals Erik-Jan Hiltermann, gaf hij een hilarische kijk op de wereld.
Nadat Ruud de Wild in 1998 bij Radio 538 vertrokken was en een gat in de ochtendprogrammering had achtergelaten, werd het programma MorningJ.E.M. bedacht. Rosendahl was hierbij sidekick. De J. stond voor Jeroen Nieuwenhuize, de E. voor Erik(-Jan) Rosendahl en de M. voor Michiel Veenstra. Ook in dit programma deed hij typetjes, waaronder ChopperBob en Bert en Ernie. Ook zijn er verschillende remixes van bekende liedjes uitgebracht in dit programma, zoals "Annabel" met als uitvoerende artiest "H. de Booij ft. Timbaland".
Toen Edwin Evers in 2000 van 3FM naar Radio 538 overstapte, werd Rosendahl voor enige tijd sidekick van Bart van Leeuwen op Radio Nationaal. Op 5 april 2005 kwam hij echter terug als medepresentator bij het nieuwe nachtprogramma van Rick van Velthuysen: MiddenInDeNachtRick. Voor dit programma verzorgde Rosendahl ook de vormgeving, waaronder vele jingles en liedjes. Daarnaast was hij verantwoordelijk voor een aantal typetjes, waaronder Henk van de Lek met een spraakgebrek en Herman de Man uit Utrecht. Verder lardeerde hij het programma met vaak grove en seksistische opmerkingen. Sinds 28 juni 2007 werkt Rosendahl niet meer voor Radio 538. De directie besloot zijn contract niet te verlengen wegens een "verschil van inzicht". In het radioprogramma werd hij daarna aangeduid als "de persoon wiens naam niet genoemd mag worden".
Om afscheid te nemen van Rosendahl was er op 22 september een speciale "afscheidsuitzending" op het eigen radiostation van Rick van Velthuysen. Ook in de slotaflevering van MiddenInDeNachtRick op 28 augustus 2008 was hij nog aanwezig.
Rosendahl heeft daarna een enkele keer bij 100% NL gewerkt. Ook was hij in de zomer van 2008 en in januari 2009 een aantal keren sidekick van Michiel Veenstra. Onder andere toen in 2008 Veenstra inviel voor Rob Stenders' radioprogramma op 3FM, Stenders Eetvermaak. Dit werd tijdelijk "Veenstra's vreetvermaak" genoemd. Rosendahl vertelde vervolgens op de radio hoe hij Stenders aansprak en zei dat hij samen met Veenstra zijn radioprogramma ging overnemen, maar dat Stenders niet wist wie Rosendahl was.
Vanaf 2 februari 2009 werkte Rosendahl mee aan het ochtendprogramma MogguhRick van Rick van Velthuysen op Radio Veronica. Door ziekte van sidekick Mario de Pizzaman was er een plaats vrijgekomen. Rosendahl zorgde voor jingles, een "dagrap" (een dagelijkse rap over nieuwsfeiten) en reed als razende reporter tijdens het radioprogramma door Nederland om allerlei opdrachten te doen. Toen dit programma in augustus 2010 werd vervangen door een nieuw ochtendprogramma van Robert Jensen, vertrok Rosendahl bij Radio Veronica.
Vanaf 1 januari 2019 was Rosendahl weer op de radio te horen als sidekick en jingle-maker bij Rick van Velthuysen in het programma RickvanV doet 2 op NPO Radio 2 (voor omroep PowNed). 
Vanaf 4 januari 2021 is Rosendahl te horen op SLAM! in het programma Het Middagcircus (voorheen Het Avondcircus).
Gijs Alkemade · 
Alok · 
Claptone · 
Hielke Boersma · 
Max Bolhuis · 
Thomas van Empelen · 
Sam Feldt · 
Fedde le Grand · 
Jochem Hamerling · 
Lars van Heeswijk · 
Oliver Heldens · 
Anoûl Hendriks · 
James Hype · 
Eelke Kleijn ·  
Julia Maan · 
Mau P · 
R3hab · 
Nicky Romero · 
Franky Rizardo · 
Erik-Jan Rosendahl · 
Raoul Schram · 
Secret Cinema · 
Solardo · 
Dimitri Vegas & Like Mike · 
Vintage Culture · 
Joris Voorn · 
Jarno van der Wielen · 
Mike Williams · 
Olivier Weiter · 
Patrick Wolda

lijst van huidige en voormalige dj's van SLAM!
1. ↑  Erik-Jan Rosendahl. www.slam.nl. Geraadpleegd op 17 december 2024.